# Borkumer Kleinbahn Münster
Die Lokomotive Münster war eine Schmalspurdampflok für die Spurweite 900 mm.

## Geschichte
Die Lok Münster wurde 1925 bei der Firma Hohenzollern mit der Fabriknummer 4509 gebaut und im März 1925 an die Borkumer Kleinbahn ausgeliefert. Ausrangiert und verschrottet wurde sie 1951.

## Aufbau
Die Lok hatte bei einem Dienstgewicht von 14,6 t eine Leistung von 80 PS. Die Höchstgeschwindigkeit war 30 km/h. Sie hatte 2 Zylinder mit einem Durchmesser von jeweils 260 mm und einem Kolbenhub von 400 mm. Die Heizfläche betrug 26,7 m².